# Dua Lipa
Dua Lipa (Londen, 22 augustus 1995) is een Brits-Albanees-Kosovaars zangeres, actrice en model.
Lipa werd geboren in het Verenigd Koninkrijk als dochter van etnische Albanezen die in de jaren 90 uit Kosovo waren gevlucht. Sinds 2022 beschikt ze over de Albanese nationaliteit. In 2025 kreeg ze de Kosovaarse nationaliteit.
Dua Lipa is bekend om haar disco-popstijl en krachtige stem. Ze heeft inmiddels talrijke prestigieuze muziekprijzen gewonnen, waaronder zes Brit Awards, drie Grammy Awards, twee MTV Europe Music Awards, twee Billboard Music Awards, een American Music Award en twee Guinness World Records.
In 2015 maakte Lipa haar debuut met de single New Love. Haar tweede single Be the One betekende haar doorbraak en behaalde hoge noteringen in onder meer Nederland, het Verenigd Koninkrijk en een nummer 1-hit in België. In juni 2017 bracht ze haar eerste studioalbum uit, Dua Lipa. Dat album leverde acht singles op, waaronder IDGAF en vooral New Rules, die haar eerste nummer 1-hit werd in het VK en de zesde plaats behaalde in de VS. Het album kreeg wereldwijd meerdere platina-certificaties en was tot 2024 het meest gestreamde album door een vrouwelijke artiest op Spotify. Dankzij dit succes won Lipa onder andere de Brit Awards voor beste vrouwelijke soloartiest en beste nieuwkomer in 2018.
In 2018 scoorde ze opnieuw een nummer 1-hit in het VK met One Kiss, een samenwerking met Calvin Harris. Het werd het langst op nummer 1 staande nummer van het jaar door een vrouwelijke artiest en won de Brit Award voor single van het jaar in 2019. In 2019 werd Lipa bekroond met de Grammy voor beste nieuwe artiest en beste dance-opname voor Electricity, haar samenwerking met Silk City.
Later dat jaar verscheen Don't Start Now, de eerste single van haar tweede album Future Nostalgia (2020). De single groeide uit tot haar succesvolste, met meer dan twee miljard streams. Het album leverde meerdere hits op: Physical, Break My Heart, Levitating (die de Billboard year-end chart aanvoerde in 2021), en Love Again. In België behaalde ze een vierde nummer 1-hit met Fever, een samenwerking met Angèle. De zangeressen wonnen met de single ook Hit van het jaar op de MIA's. Future Nostalgia werd internationaal geprezen, behaalde zes Grammy-nominaties en leverde haar opnieuw Brit Awards op voor beste vrouwelijke artiest en beste album van het jaar in 2021. Het was tevens haar eerste nummer 1-album in het VK.
In 2023 was Lipa te zien in de film Barbie, zowel als actrice als met de soundtrack-hit Dance the Night. Op 3 mei 2024 verscheen haar derde studioalbum, Radical Optimism, met onder meer de nummer 1-hit Houdini, Training Season en Illusion. In november volgde ook een livealbum van haar concert in de Royal Albert Hall. In de zomer van 2024 was Dua Lipa headliner op onder andere Glastonbury en Rock Werchter, waarmee ze haar status als wereldster nogmaals bevestigde.

## Levensloop
Lipa werd geboren in het Verenigd Koninkrijk. Haar vader Dukagjin Lipa was in Kosovo reeds een rockster. Toen ze elf jaar was keerden haar ouders terug naar Kosovo. Tussen haar 11e en 15e levensjaar woonde Dua Lipa in Pristina, daarna trok ze in haar eentje terug naar Londen. Daar postte ze covers van Nelly Furtado en P!nk op YouTube. Op zestienjarige leeftijd werkte ze als barkeeper in Soho en als model, om zo een centje bij te verdienen. Dua Lipa volgde lessen in de Sylvia Young Theater School, waar ook artiesten als Amy Winehouse naar school gingen.

### 2015-2017: doorbraak en Dua Lipa

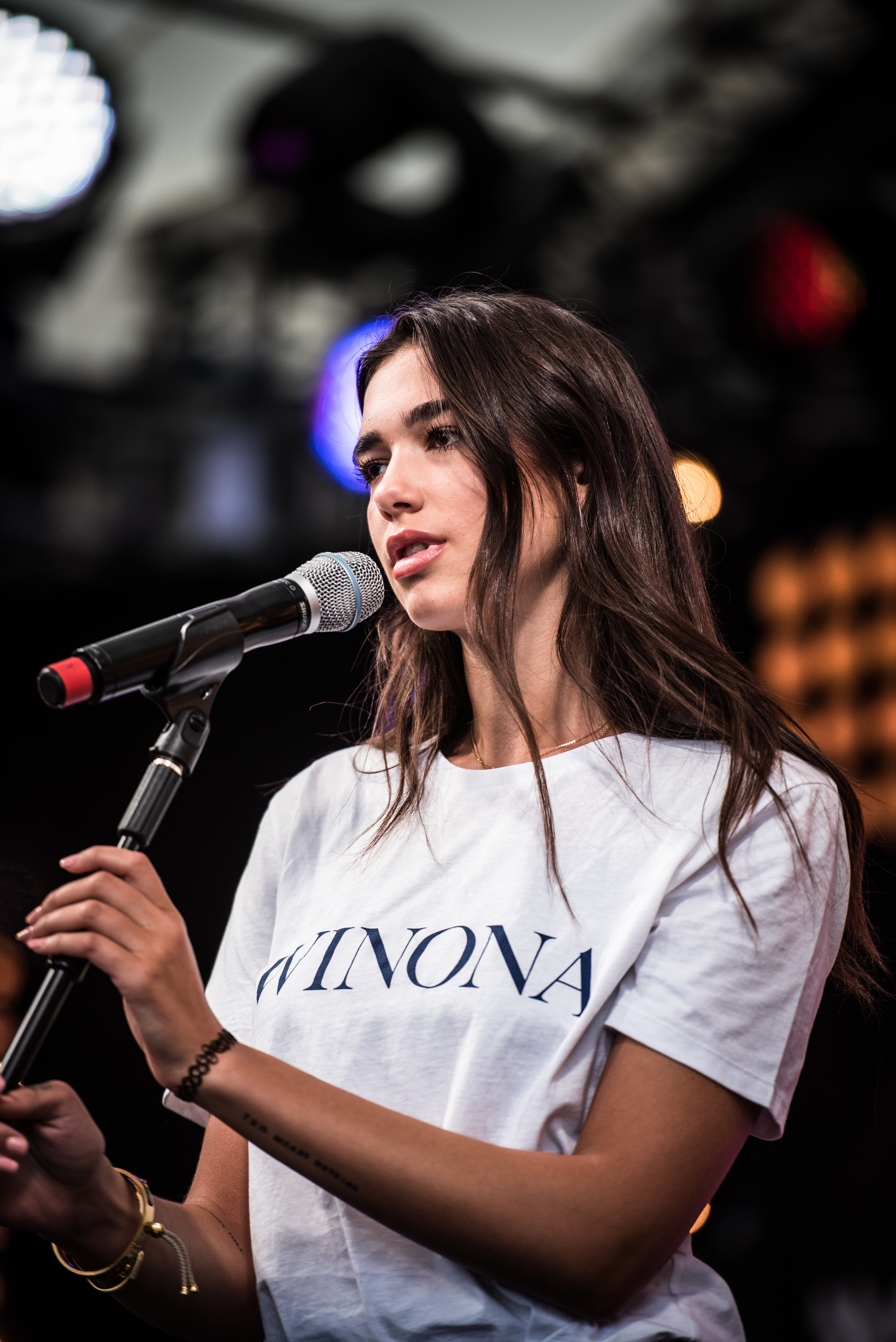
Dua Lipa in 2016

In 2015 begon Dua Lipa te werken aan haar debuutalbum voor Warner Music Group. In augustus 2015 verscheen de eerste single die ze ooit schreef: "New Love". Twee maanden later volgde haar tweede single "Be the One". Die single was haar eerste grote succes in Europa. Met "Be the One" had ze een nummer 1-hit in België, Slowakije en Polen. In het Verenigd Koninkrijk brak de single pas echt door in 2016. Daarnaast kreeg ze met de single haar eerste platina plaat in België.
Nadat ze "Last Dance" had uitgebracht, lanceerde ze op 6 mei 2016 haar volgende single "Hotter than Hell". Die single werd net zoals "Be the One" uitgeroepen tot Alarmschijf door de Nederlandse radiozender Radio 538. Daardoor piekte de single op 10 in de Nederlandse hitlijst en op 20 in de Belgische hitlijst.
Op 26 augustus 2016 bracht de Britse zangeres haar vijfde single "Blow Your Mind (Mwah)" uit. Voor Dua Lipa betekende dat haar eerste single in de Amerikaanse Billboard Hot 100. Ook trok Lipa voor het eerst op Europese tournee met haar Hotter than Hell Tour, waar 13 shows in 7 landen gaf, waaronder eentje in de Ancienne Belgique in Brussel en de Paradiso in Amsterdam
In december 2016 publiceerde The Fader Magazine een korte documentaire op YouTube over de doorbraak van de Britse zangeres genaamd: See in Blue.
Verder volgden er samenwerkingen met Sean Paul en Martin Garrix. Beide singles werden een wereldwijde hit. "Scared to Be Lonely" piekte in Nederland op 3 en in België op 10. "No Lie" werd ook een grote hit op het Europese vasteland.
Op 2 juni 2017 bracht Dua Lipa haar langverwachte debuutalbum Dua Lipa uit. Oorspronkelijk zou het album eerder verschijnen, maar de release werd uitgesteld om de zangeres de kans te geven samen te werken met diverse artiesten. Het resultaat was een indrukwekkend album dat haar internationale doorbraak definitief bezegelde.
Een maand na de release verscheen de zesde single van het album, "New Rules", die uitgroeide tot een van haar grootste hits. Het nummer bereikte de nummer 1-positie in onder andere het Verenigd Koninkrijk, Ierland, België en Nederland. De videoclip van "New Rules" is inmiddels meer dan 3 miljard keer bekeken op YouTube.
In oktober 2017 ging Dua Lipa van start met haar eerste wereldwijde tournee, The Self-Titled Tour. Tijdens deze tournee bezocht ze talloze landen in Europa, Noord- en Zuid-Amerika, Azië en Oceanië. In november 2017 gaf ze haar eerste soloarenashow in de uitverkochte Lotto Arena in Antwerpen. Ook stond ze datzelfde jaar in Nederland op het podium van een volle AFAS Live.

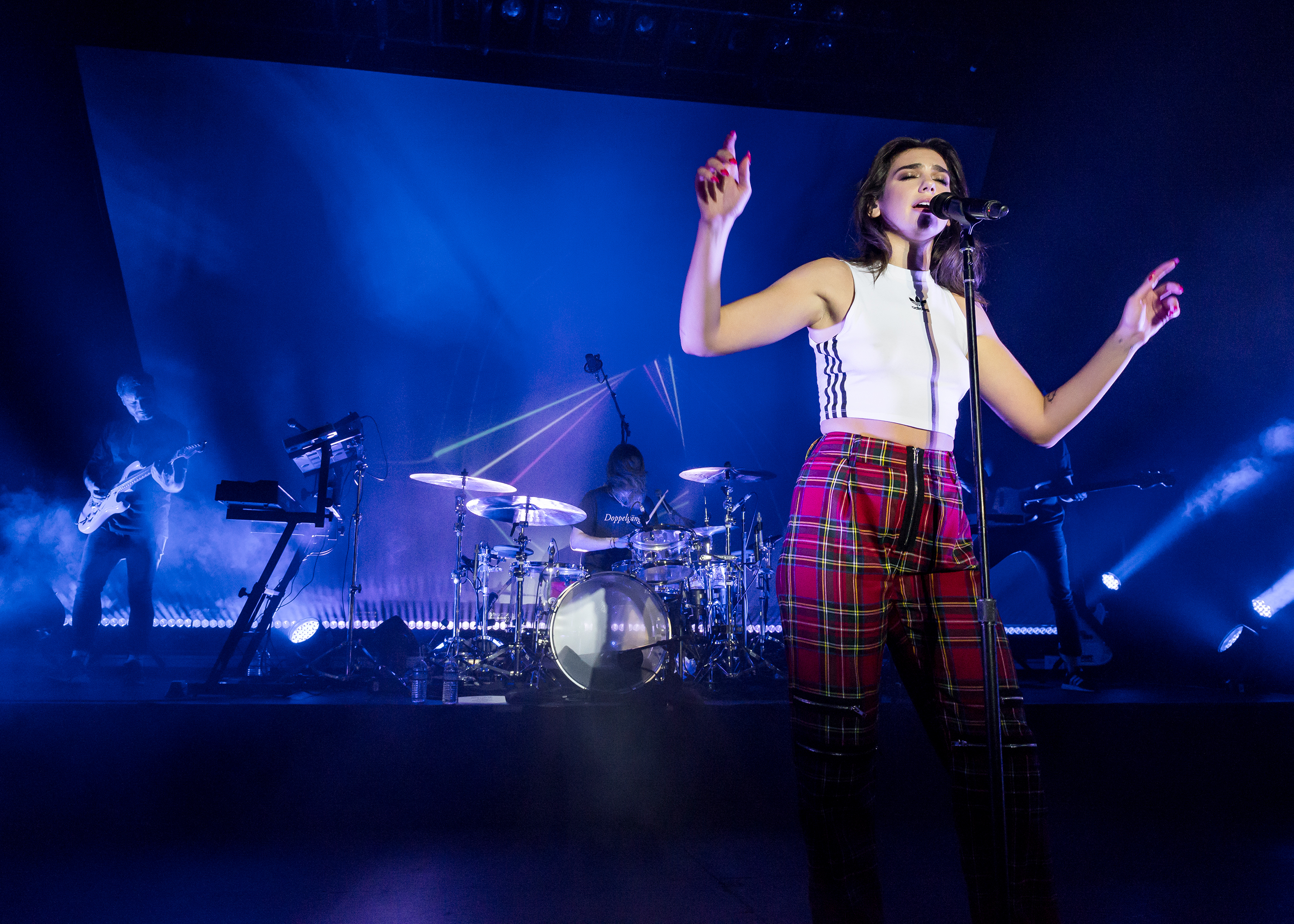
Dua Lipa live in 2018

Eind december werd "Homesick", een nummer dat ook op haar debuutplaat staat, een grote hit in België en Nederland. Ondanks dat die single niet officieel uitgebracht werd, werd "Homesick" ook als Alarmschijf gekozen door Radio 538, waardoor het toch een grote hit werd in Nederland. Later werd die single ook opgepikt door de Belgische radiozender MNM, waardoor het nummer ook daar een hit werd.

### 2018: tournee en Complete Edition

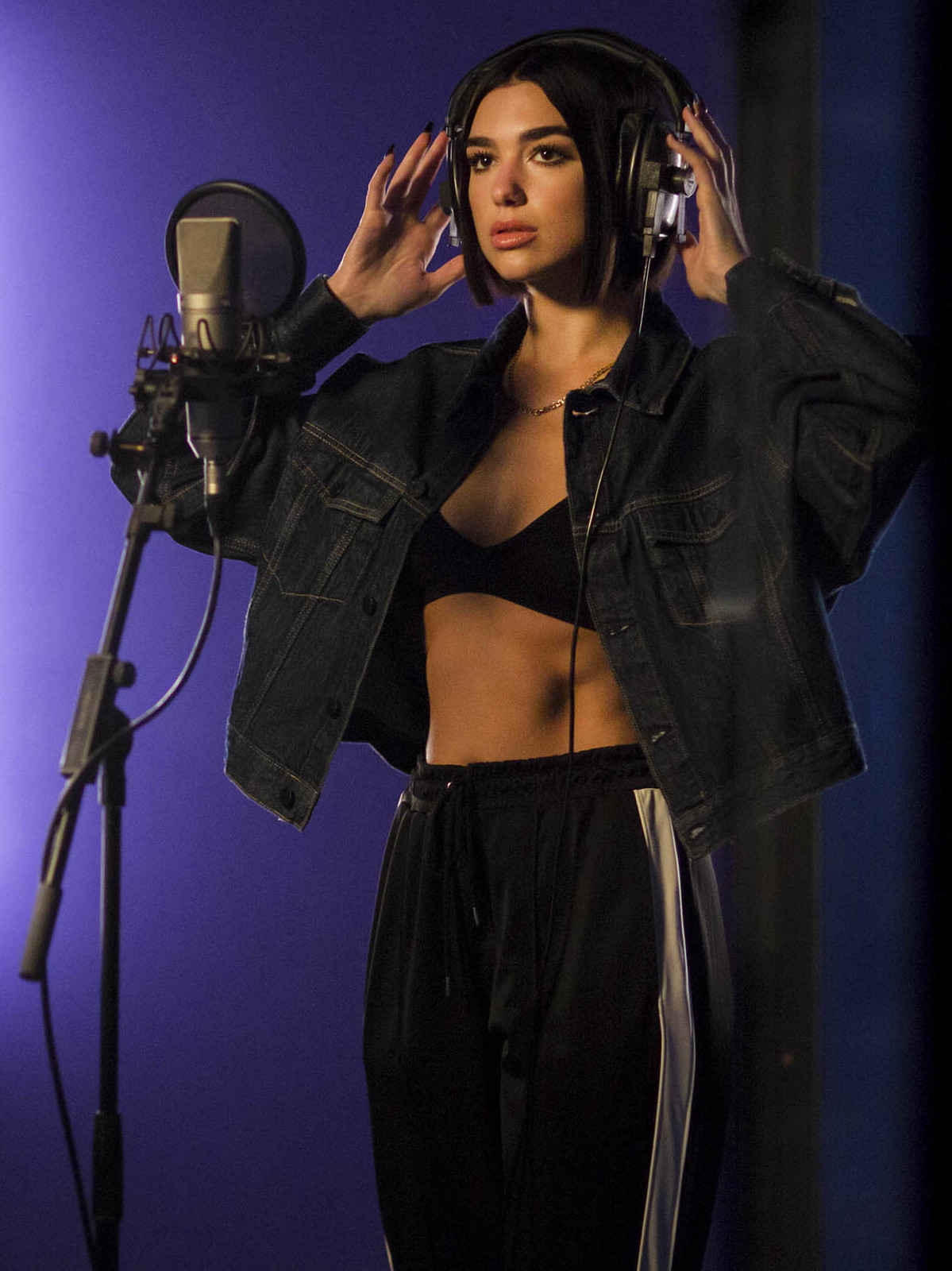
Lipa tijdens de promoclip voor Jaguar.

In januari 2018 kreeg Dua Lipa vijf nominaties voor de Brit Awards. Daarvan won ze er uiteindelijk twee (Beste Britse zangeres & Doorbraak van het jaar). In februari 2018 bracht Dua Lipa haar single "IDGAF" uit. Voor de begeleidende videoclip werkte ze samen met de Belg Stromae. "IDGAF" belandde in de top 5 in België, Nederland en het Verenigd Koninkrijk. Lipa bevestigde verschillende keren op Twitter dat ze druk bezig is met een tweede studioalbum. Ook zat ze in de studio met MNEK en Tove Lo. In februari kwam er een samenwerking met producer Whethan, de single "High" maakt deel uit van de soundtrack van de Fifty Shades Freed film.
In april van dat jaar volgde er een samenwerking met de Schotse DJ Calvin Harris. Het nummer, dat "One Kiss" heet, werd een nummer 1-hit in vele Europese landen, en brak zelfs enkele records in Nederland en België.
Op 26 mei 2018 zong Dua Lipa tijdens de openingsceremonie van de Finale UEFA Champions League 2018 te Kiev. Even later verscheen een promoclip van het automerk Jaguar waarin ze danste en playbackte, ook nam Dua een promotiesingle op voor Jaguar, genaamd "Want To". Ze bracht de single voor het eerst terug live op een exclusieve show in Amsterdam.
In de zomer van 2018 trad Dua Lipa op verschillende festivals, waaronder het Sziget Festival in Hongarije. In Nederland stond ze op Lowlands en in België op Tomorrowland en op Pukkelpop. Lipa organiseerde ook samen met haar vader een festival genaamd Sunny Hill Festival, dat plaatsvond in Pristina te Kosovo. Ze trad er zelf ook op voor het goede doel.
In het najaar kwam er nog een single, Electricity, deze keer met Silk City, een samenwerking tussen de bekende producers Mark Ronson en Diplo. In de videoclip danst Dua Lipa in een appartementsgebouw in New York.
Op 19 oktober 2018 kwam haar album 'Dua Lipa complete edition' uit als afsluiter van het DL1-era. Op dat album staan twee nieuwe songs, namelijk de vernieuwde studioversie van "Running" en een "Kiss and Make Up", een samenwerking met de K-Pop meidengroep Black Pink.

### 2019-2022: Future Nostalgia

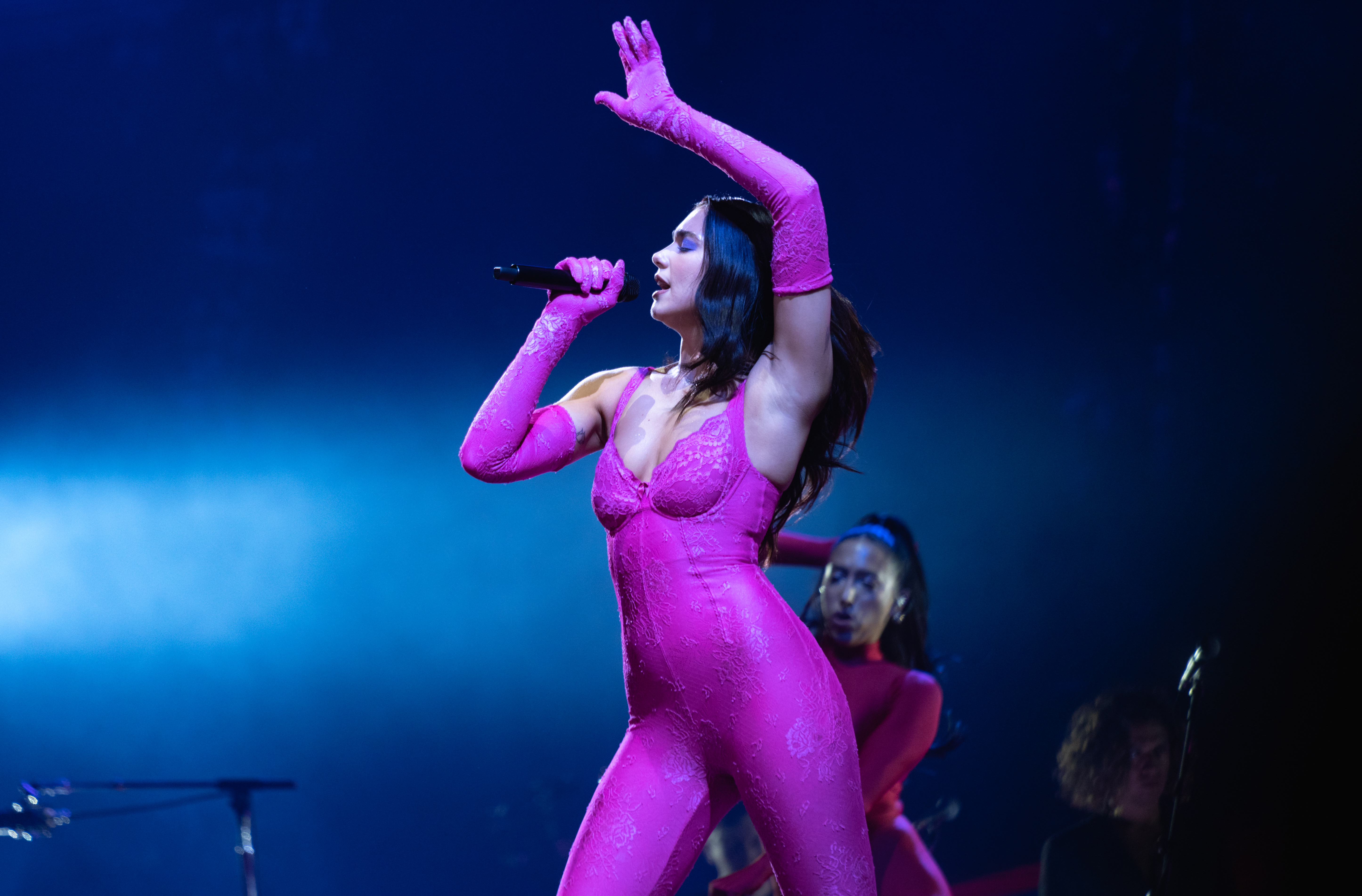
Dua Lipa tijdens de Future Nostalgia Tour in 2022.

Op 24 januari 2019 kwam een nieuwe single uit: "Swan Song". De single is een soundtrack voor de actiefilm: Alita: Battle Angel. Voor de Grammy Awards op 10 februari 2019 was de Britse zangeres twee keer genomineerd, namelijk voor beste nieuwe artiest en beste dance recording, voor haar single "Electricity". Op de avond zelf trad ze op en wist ze beide awards te winnen.
Na een pauze van bijna een jaar werd in oktober 2019 een nieuwe single "Don't Start Now" aangekondigd, die op 1 november 2019 uitkwam voor haar tweede album Future Nostalgia. "Don't Start Now" haalde de top 5 in verschillende landen, waaronder de Verenigde Staten, België en Canada. Na de promotiesingle "Future Nostalgia", volgde in februari 2020 een tweede single "Physical". De single bevat net zoals "Don't Start Now" invloeden vanuit de discowereld. Het album, dat bijna uitsluitend positieve reviews kreeg, kwam uit op 27 maart 2020. Dit volgend op het uitbrengen van de derde single van het album Break My Heart. In de zomer van 2020 verscheen een samenwerking met J Balvin: Un Dia (One Day) en bracht Lipa een remix-album uit genaamd Club Future Nostalgia, waarop Madonna en Gwen Stefani te horen zijn. In het najaar werd Lipa gespot met de Belgische zangeres Angèle, voor het maken van een videoclip. In november werd hun samenwerking Fever uitgebracht. Het nummer werd een groot succes in België en Frankrijk. Fever stond namelijk acht weken op de eerste plaats van de Ultratop 50 in Vlaanderen. Het nummer kreeg er een driedubbel platina onderscheiding bij in 2021, en een MIA voor Hit van het jaar. Lipa ontving in maart 2021 ook nog eens een Grammy Award in de categorie Best Pop Vocal Album.
Gedurende de Covid19-periode konden concerten geen doorgang vinden. Dua Lipa vond echter een manier om haar fans toch te bereiken en zette eind november 2020 een livestream op, waar ze in een studio in Londen haar hits ten gehore bracht voor een miljoenenpubliek. In 2021 bracht Lipa nog de singles Love Again en de samenwerking Cold Heart uit, met haar goede vriend Elton John. Beide nummers scoorden hoog in de wereldwijde hitlijsten. In het voorjaar van 2022 stelde de zangeres haar tweede studioalbum voor tijdens de meervoudig uitgestelde Future Nostalgia Tour. In België vulde ze tweemaal het Antwerps Sportpaleis. In Nederland trad Lipa tweemaal op in de Ziggo Dome.

### 2023 tot heden: Radical Optimism

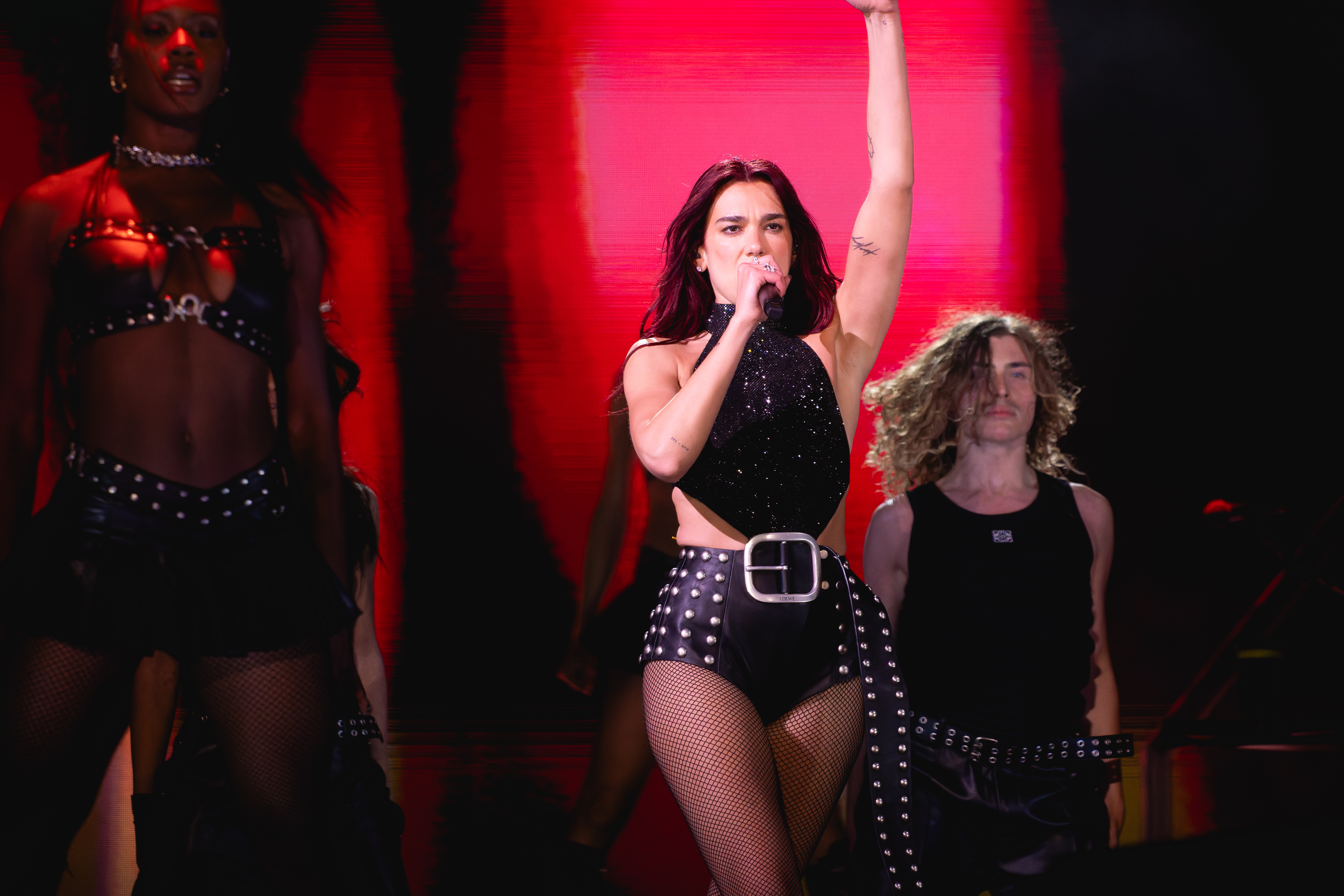
Dua Lipa tijdens haar concert op Glastonbury.

In 2023 bracht Dua Lipa de soundtrack uit van de Barbie uit. Het nummer Dance the Night, werd een wereldwijde hit, scoorde opnieuw een nummer 1-hit in Vlaanderen en Nederland, en werd genomineerd voor twee Grammy Awards. Eind 2023 kondigde Lipa de start aan van het derde album tijdperk. Begin november kwam de eerste single Houdini uit, geproducet door Tame Impala. De single debuteerde meteen op de eerste plaats in Vlaanderen. In februari 2024 kwam de tweede single Training Season uit. Ze zong de nummers voor het eerst op de Grammy Awards. Op 13 maart 2024 kondigde Lipa haar derde album, Radical Optimism, aan. Het album kwam uit in mei 2024. Ze promootte de nummers voor het eerst tijdens een festivaltournee, waarmee ze onder meer Rock Werchter en Glastonbury aandeed. 
Eind december 2024 bracht de zangeres een live album uit van haar concert in de Royal Albert Hall in haar thuisstad Londen, dat deel uitmaakte van de Radical Optimism Tour. In juni 2025 doet de zangeres met de bij de album horende concertreeks de Ziggo Dome in Amsterdam en het Sportpaleis in Antwerpen aan, waar ze respectievelijk twee en drie keer staat.  Tijdens de tournee zong Lipa elke show een lied uit het land waar ze op dat moment optrad. In Nederland zong ze Bloed, zweet en tranen van André Hazes en Scared to Be Lonely, een single van Lipa zelf met Martin Garrix. In België bracht ze Sensualité van Axelle Red ten gehore, evenals Un jour je marierai un ange van Pierre de Maere. De Maere verscheen ook zelf op het podium. Lipa zong daarnaast het nummer Fever, dat zijzelf maakte met Angèle, die ook de bühne van het Sportpaleis besteeg.

## Privéleven
Dua Lipa en chef-kok-model Isaac Carew vormden twee jaar, van 2015 tot hun breuk in februari 2017, een koppel. Volgens Carew eindigde hun relatie omdat ze wegens hun jobs niet genoeg tijd hadden voor elkaar. In de zomer van 2017 ontmoette Dua de frontman van de band Lany, Paul Jason Klein. Na een relatie van vijf maanden ging het koppel in januari 2018 uit elkaar. Kort daarna had Dua Lipa weer contact met haar ex Isaac Carew. Na verschillende publieke verschijningen maakten ze bekend dat ze zich vergist hadden en nog steeds heel erg van elkaar hielden. In juni 2019 kwam er opnieuw een einde aan hun relatie. Van 2019 tot 2021 had ze een relatie met het half-Nederlandse model Anwar Hadid, de broer van Bella en Gigi Hadid. In mei 2023 bevestigde ze een relatie te hebben met de Franse regisseur Romain Gavras, waar ze na de zomer van 2023 een einde aan maakte. Vanaf januari 2024 heeft ze een relatie met de Britse acteur Callum Turner.
Op 1 augustus 2025 heeft Dua Lipa de Kosovaarse nationaliteit ontvangen. Lipa ontving de nationaliteit van de Kosovaarse president Vjosa Osmani. 

## Discografie

### Albums
| Album met eventuele hitnotering(en) in de Nederlandse Album Top 100 | Datum van verschijnen | Datum van binnenkomst | Hoogste positie | Aantal weken | Opmerkingen |
| ------------------------------------------------------------------- | --------------------- | --------------------- | --------------- | ------------ | ----------- |
| Dua Lipa                                                            | 02-06-2017            | 10-06-2017            | 6               | 166          | Platina     |
| Future Nostalgia                                                    | 27-03-2020            | 03-04-2020            | 1(2wk)          | 239          | 2x Platina  |
| Radical Optimism                                                    | 03-05-2024            | 11-05-2024            | 1(1wk)          | 61           |             |
| Live from the Royal Albert Hall                                     | 06-12-2024            | 21-12-2024            | 58              | 1            | Livealbum   |

| Album met hitnotering(en) in de Vlaamse Ultratop 200 albums | Datum van verschijnen | Datum van binnenkomst | Hoogste positie | Aantal weken | Opmerkingen |
| ----------------------------------------------------------- | --------------------- | --------------------- | --------------- | ------------ | ----------- |
| Dua Lipa                                                    | 02-06-2017            | 10-06-2017            | 6(2wk)          | 343*         | Goud        |
| Future Nostalgia                                            | 27-03-2020            | 04-04-2020            | 2               | 278*         | Platina     |
| Radical Optimism                                            | 03-05-2024            | 11-05-2024            | 2               | 67*          | Goud        |
| Live from the Royal Albert Hall                             | 06-12-2024            | 14-12-2024            | 5               | 17           | Livealbum   |

### Singles
| Single met eventuele hitnotering(en) in de Nederlandse Top 40 | Datum van verschijnen | Datum van binnenkomst | Hoogste positie | Aantal weken | Opmerkingen                                                            |
| ------------------------------------------------------------- | --------------------- | --------------------- | --------------- | ------------ | ---------------------------------------------------------------------- |
| Be the One                                                    | 30-10-2015            | 13-02-2016            | 5               | 21           | Nr. 11 in de Single Top 100 / 2x Platina / Alarmschijf                 |
| Hotter than Hell                                              | 06-05-2016            | 11-06-2016            | 10              | 19           | Nr. 32 in de Single Top 100 / Platina Alarmschijf                      |
| Blow Your Mind (Mwah)                                         | 26-08-2016            | -                     | tip 4           | -            |                                                                        |
| No Lie                                                        | 18-11-2016            | 10-12-2016            | 10              | 20           | met Sean Paul / Nr. 14 in de Single Top 100 / Platina / Alarmschijf    |
| Scared to Be Lonely                                           | 27-01-2017            | 04-02-2017            | 2               | 21           | met Martin Garrix / 3x Platina Nr. 3 in de Single Top 100              |
| Lost in Your Light                                            | 21-04-2017            | -                     | tip2            | -            | met Miguel                                                             |
| New Rules                                                     | 07-07-2017            | 15-07-2017            | 1(1wk)          | 26           | Nr. 1 in de Single Top 100 / 2x Platina Alarmschijf                    |
| Homesick                                                      | 2017                  | 23-12-2017            | 2               | 23           | Nr. 14 in de Single Top 100 / Alarmschijf                              |
| IDGAF                                                         | 2018                  | 24-02-2018            | 4               | 21           | Nr. 8 in de Single Top 100 / Alarmschijf                               |
| One Kiss                                                      | 2018                  | 21-04-2018            | 1(16wk)         | 28           | met Calvin Harris / Nr. 1 in de Single Top 100 / Hit van het jaar 2018 |
| Electricity                                                   | 2018                  | 15-09-2018            | 5               | 19           | met Silk City, Mark Ronson & Diplo Nr. 13 in de Single Top 100         |
| Kiss and Make Up                                              | 19-10-2018            | -                     | -               | -            | met Blackpink Nr. 48 in de Single Top 100                              |
| Swan Song                                                     | 2019                  | 26-01-2019            | tip1            | -            | filmsong: Alita: Battle Angel                                          |
| Don't Start Now                                               | 2019                  | 09-11-2019            | 2               | 28           | Nr. 5 in de Single Top 100 / Alarmschijf                               |
| Physical                                                      | 2020                  | 08-02-2020            | 4               | 22           | Nr. 15 in de Single Top 100 / Alarmschijf                              |
| Break My Heart                                                | 25-03-2020            | 11-04-2020            | 2               | 18           | Nr. 12 in de Single Top 100 Alarmschijf                                |
| Hallucinate                                                   | 2020                  | 25-07-2020            | 20              | 11           | Nr. 55 in de Single Top 100                                            |
| Un Dia (One Day)                                              | 2020                  | 08-08-2020            | 13              | 15           | met J Balvin, Bad Bunny & Tainy Nr. 24 in de Single Top 100            |
| Levitating                                                    | 2020                  | 17-10-2020            | 20              | 17           | met DaBaby Nr. 23 in de Single Top 100                                 |
| Fever                                                         | 30-10-2020            | 07-11-2020            | tip12           | -            | met Angèle                                                             |
| Prisoner                                                      | 2020                  | 28-11-2020            | 10              | 14           | met Miley Cyrus Nr. 20 in de Single Top 100                            |
| We're Good                                                    | 12-02-2021            | 13-02-2021            | 10              | 16           | Nr. 25 in de Single Top 100                                            |
| Love Again                                                    | 2021                  | 29-05-2021            | 3               | 19           | Nr. 21 in de Single Top 100                                            |
| Cold Heart - Pnau Remix                                       | 2021                  | 14-08-2021            | 2               | 23           | met Elton John Nr. 8 in de Single Top 100 / Alarmschijf                |
| Sweetest Pie                                                  | 11-03-2022            | 12-03-2022            | tip1            | -            | met Megan Thee Stallion                                                |
| Potion                                                        | 27-05-2022            | 04-06-2022            | 31              | 6            | met Calvin Harris , Young Thug Nr. 45 in de Single Top 100             |
| Dance the Night                                               | 2023                  | 26-05-2023            | 1(4wk)          | 24           | Nr. 4 in de Single Top 100                                             |
| Houdini                                                       | 2023                  | 10-11-2023            | 2               | 23           | Nr. 8 in de Single Top 100 / Alarmschijf                               |
| Training Season                                               | 2024                  | 16-02-2024            | 8               | 23           | Nr. 20 in de Single Top 100 / Alarmschijf                              |
| Illusion                                                      | 2024                  | 12-04-2024            | 17              | 21           | Nr. 38 in de Single Top 100 / Alarmschijf                              |
| Think I'm in Love with You - Live from the 59th ACM Awards    | 2024                  | 29-06-2024            | tip10           | -            | met Chris Stapleton                                                    |
| These Walls                                                   | 2024                  | 21-09-2024            | tip19           | -            |                                                                        |
| Handlebars                                                    | 2025                  | 22-03-2025            | tip23           | -            | met Jennie                                                             |

| Single met hitnotering(en) in de Vlaamse Ultratop 50 | Datum van verschijnen | Datum van binnenkomst | Hoogste positie | Aantal weken | Opmerkingen                                                                            |
| ---------------------------------------------------- | --------------------- | --------------------- | --------------- | ------------ | -------------------------------------------------------------------------------------- |
| Be the One                                           | 30-10-2015            | 23-01-2016            | 1 (1wk)         | 22           | Platina Nr. 1 in de Radio 2 Top 30                                                     |
| Last Dance                                           | 12-02-2016            | 09-04-2016            | tip             | -            |                                                                                        |
| Hotter than Hell                                     | 06-05-2016            | 04-06-2016            | 20              | 16           |                                                                                        |
| Blow Your Mind (Mwah)                                | 26-08-2016            | 12-11-2016            | 44              | 2            |                                                                                        |
| Thinking 'Bout You                                   | 06-01-2017            | 11-02-2017            | tip6            | -            |                                                                                        |
| Scared to Be Lonely                                  | 27-01-2017            | 11-02-2017            | 10              | 17           | Goud met Martin Garrix                                                                 |
| No Lie                                               | 18-11-2016            | 18-03-2017            | 44              | 3            | met Sean Paul                                                                          |
| Lost in Your Light                                   | 21-04-2017            | 06-05-2017            | tip             | -            | met Miguel                                                                             |
| My Love                                              | 05-05-2017            | 20-05-2017            | tip16           | -            | met Wale, Major Lazer & WizKid                                                         |
| New Rules                                            | 07-07-2017            | 12-08-2017            | 1(6wk)          | 28           | 2x Platina / Nr. 1 in de Radio 2 Top 30                                                |
| Homesick                                             | 01-12-2017            | 23-12-2017            | 12              | 19           | Goud Nr. 4 in de Radio 2 Top 30                                                        |
| IDGAF                                                | 12-01-2018            | 20-01-2018            | 4(2wk)          | 32           | Goud Nr. 3 in de Radio 2 Top 30                                                        |
| One Kiss                                             | 06-04-2018            | 14-04-2018            | 1(13wk)         | 32           | 2x Platina met Calvin Harris Best verkochte single van 2018 Nr. 1 in de Radio 2 Top 30 |
| Want To                                              | 07-09-2018            | 15-09-2018            | tip             | -            |                                                                                        |
| Electricity                                          | 07-09-2018            | 15-09-2018            | 6               | 25           | Goud / Nr. 4 in de Radio 2 Top 30 met Silk City, Diplo & Mark Ronson                   |
| Kiss and Make Up                                     | 19-10-2018            | 27-10-2018            | tip4            | -            | met Blackpink                                                                          |
| Swan Song                                            | 25-01-2019            | 09-02-2019            | 50              | 1            | filmsong: Alita: Battle Angel                                                          |
| Don't Start Now                                      | 01-11-2019            | 09-11-2019            | 2(9wk)          | 39           | 2x Platina Nr. 1 in de Radio 2 Top 30                                                  |
| Future Nostalgia                                     | 13-12-2019            | 21-12-2019            | tip             | -            |                                                                                        |
| Physical                                             | 31-01-2020            | 08-02-2020            | 3               | 31           | Platina Nr. 3 in de Radio 2 Top 30                                                     |
| Break My Heart                                       | 27-03-2020            | 25-04-2020            | 14(2wk)         | 28           | Platina Nr. 12 in de Radio 2 Top 30                                                    |
| Un Dia (One Day)                                     | 24-07-2020            | 01-08-2020            | tip1            | -            | met J Balvin, Bad Bunny & Tainy                                                        |
| Hallucinate                                          | 24-07-2020            | 22-08-2020            | tip             | -            |                                                                                        |
| Levitating (The Blessed Madonna remix)               | 13-08-2020            | 22-08-2020            | tip32           | -            | met Madonna & Missy Elliott                                                            |
| Levitating                                           | 02-10-2020            | 17-10-2020            | 32              | 12           | met DaBaby / Goud                                                                      |
| Fever                                                | 30-10-2020            | 07-11-2020            | 1(8wk)          | 29           | 3x Platina / Nr. 1 in de Radio 2 Top 30 met Angèle                                     |
| Prisoner                                             | 20-11-2020            | 28-11-2020            | 27              | 15           | Nr. 16 in de Radio 2 Top 30 / met Miley Cyrus                                          |
| Real Groove (Studio 2054 remix)                      | 01-01-2021            | 09-01-2021            | tip             | -            | met Kylie Minogue                                                                      |
| We're Good                                           | 12-02-2021            | 20-02-2021            | 32              | 14           |                                                                                        |
| Love Again                                           | 30-04-2021            | 05-06-2021            | 5               | 27           | Nr. 1 in de Radio 2 Top 30                                                             |
| Cold Heart                                           | 13-08-2021            | 04-09-2021            | 2(2wk)          | 51           | Nr. 1 in de Radio 2 Top 30 / met Elton John                                            |
| Dance the Night                                      | 25-05-2023            | 03-06-2023            | 1(2wk)          | 36           | Nr. 1 in de Radio 2 Top 30 / Platina                                                   |
| Houdini                                              | 09-11-2023            | 18-11-2023            | 1(1wk)          | 24           | Nr. 1 in de Radio 2 Top 30 / Goud                                                      |
| Training Season                                      | 15-02-2024            | 25-02-2024            | 7               | 22           |                                                                                        |
| Illusion                                             | 2024                  | 12-04-2024            | 10              | 32           |                                                                                        |
| These Walls                                          | 2024                  | 15-12-2024            | 6               | 32           |                                                                                        |

### NPO Radio 2 Top 2000
| Nummers met noteringen in de NPO Radio 2 Top 2000 | '17  | '18  | '19  | '20  | '21  | '22  | '23 | '24  |
| ------------------------------------------------- | ---- | ---- | ---- | ---- | ---- | ---- | --- | ---- |
| Be the One                                        | 1504 | 1520 | 1843 | 1875 | -    | -    | -   | -    |
| Cold Heart (met Elton John)                       | ×    | ×    | ×    | ×    | -    | 620  | 852 | 1357 |
| Don't Start Now                                   | ×    | ×    | -    | 1483 | -    | -    | -   | -    |
| Homesick (met Chris Martin)                       | -    | 1166 | 1691 | 1813 | -    | -    | -   | -    |
| Houdini                                           | ×    | ×    | ×    | ×    | ×    | ×    | -   | 1536 |
| Levitating (met DaBaby)                           | ×    | ×    | ×    | -    | 1539 | 1902 | -   | -    |
| One Kiss (met Calvin Harris)                      | ×    | -    | 1861 | 1921 | -    | 1972 | -   | -    |
| Scared to Be Lonely (met Martin Garrix)           | -    | 1471 | -    | -    | -    | -    | -   | -    |

1. ↑  Een '-' betekent dat het nummer niet was genoteerd, een '×' betekent dat het nummer nog niet was uitgebracht en een vetgedrukt getal geeft de hoogste notering van een nummer aan.
2. ↑  2017 was het eerste jaar met een notering voor Dua Lipa.

## Filmografie

### Videoclips
- New Love (2015)
- Be the One (Version 1) (2015)
- Last Dance (2016)
- Hotter Than Hell (2016)
- Blow Your Mind (Mwah) (2016)
- Room for 2 (2016)
- Be the One (Version 2) (2016)
- No Lie (2017) ft. Sean Paul
- Scared to Be Lonely (2017) ft. Martin Garrix
- Thinkin 'Bout You (2017)
- Scared to Be Lonely - Acoustic Version (2017) ft. Martin Garrix
- Lost in Your Light (2017) ft. Miguel
- New Rules (2017)
- Wale Feat. Major Lazer, WizKid & Dua Lipa - My Love (2017)
- Patrizia Pepe: Bang Bang (2017)
- IDGAF (2018)
- One Kiss (2018) ft. Calvin Harris
- Silk City & Dua Lipa Feat. Diplo & Mark Ronson: Electricity (2018)
- Swan Song (2019)
- Location (2019) ft. Burna Boy
- Don't Start Now (2019)
- Future Nostalgia (Lyric Version) (2019)
- Don't Start Now (Live in LA) (2020)
- Physical (2020)
- Let's Get Physical Work Out (2020)
- Break My Heart (2020)
- Hallucinate (2020)
- Levitating (2020) ft. DaBaby
- Fever (2020) ft. Angèle
- Prisoner (2020) ft. Miley Cyrus
- We're Good (2021)
- Love Again (2021)
- Demeanor (2021) ft. Pop Smoke
- Elton John & Dua Lipa: Cold Heart (PNAU Remix) (2021)
- Sweetest Pie (2022) ft. Megan Thee Stallion
- Calvin Harris & Dua Lipa & Young Thug: Potion (2022)
- Dance the Night (2023) - (soundtrack Barbie)
- Houdini (2023)
- Training Season (2024)
- Illusion (2024)

### Film
- Argylle (2024), als LaGrange
- Barbie (2023), als Zeemeermin-Barbie
- Angèle (2021), als zichzelf; documentaire